# José Manuel Herrera Olvera
José Manuel María Ignacio Teodoro de Herrera Olvera (1782, Villa de la Alcaldía Mayor de Cadereyta, Querétaro, México-5 de marzo de 1856, Ciudad de México), conocido como José Manuel Herrera Olvera, fue un científico (químico) mexicano del siglo XIX, pionero de la fotografía en México.

## Reseña biográfica
Hijo del matrimonio de doña María de Jesús Olvera y del sargento Isidro de Herrera, quedó huérfano de padre desde niño, lo cual obligó a su familia a pedir asilo en el Real Hospicio de los Pobres en la Ciudad de México. En 1798, una vez cumplidos los 15 años de edad, a petición de su madre y tras un exhaustivo protocolo de ingreso, fue admitido como alumno de dotación en el Colegio de Minería, la primera escuela secularizada y científica en la Nueva España (México). Terminó sus estudios teóricos en matemáticas, física, química y mineralogía en enero de 1803 y pasó a sus prácticas a Zacatecas en febrero de 1804.[cita requerida]
A finales de 1805, él y su mentor el científico Andrés Manuel del Río fueron comisionados por el Tribunal de Minería para dirigirse a Coalcomán a instalar una ferrería siderúrgica dedicada a la fundición de hierro. En los siguientes años recibió varias comisiones por parte del tribunal para reconocer criaderos de mercurio (azogue) y otros minerales en la Sierra Gorda visitando los parajes de Culebras Vizarrón, Casas Viejas y Mineral del Doctor. En estas empresas descubrió dos nuevas especies de minerales, uno de los cuales es nombrado como herrerita en su honor, 2[(Zn,Cu)CO3], una variación de carbonato de zinc (ZnCO3) con sustitución de cobre. Para 1833 fue nombrado por oposición catedrático de la clase de química en el Colegio de Minería, misma que impartió hasta su deceso.[cita requerida]

## Trayectoria y desarrollo de la fotografía
Durante su trayectoria publicó trabajos en diferentes áreas de las ciencias: en la medicina y la salud realizó el estudio del guaco una planta de la familia Aristolochiaceae con atribuciones de sudorífico, anti febril, emenagogo y antídoto para mordeduras de víboras y otros insectos venenosos; en 1833 posterior a una fuerte epidemia de cólera que azotó la Ciudad de México, realizó un análisis de las cuencas de agua potable que suministran la ciudad y defendió el uso de las cañerías de plomo como las más adecuadas e higiénicas en su momento. También se le atribuía el descubrimiento de un parche que era preservativo infalible de la epidemia. Otro importante descubrimiento que se le atribuye que efectuó en la década de 1830 y por el cual recibió el grado de Doctor en Ciencias fue el desarrollo de la técnica de la fotografía, aunque la patente la obtuvo Louis Daguerre en París, Francia, con el daguerrotipo, como el primer procedimiento fotográfico dado a conocer públicamente, en el año 1839.
Los estudios y experimentos del científico Herrera continuaron enfocados en las fuerzas electroquímicas, en donde llevó a cabo importantes descubrimientos. su contribución es igual de relevante a la que realizó con la nación cuando colaboró en la Dirección de Maestranza del Cuerpo de Ingenieros de Artillería Mexicana durante la primera intervención francesa (1838-1839) y en la invasión de Estados Unidos a México (1846-1848).
Murió en la Ciudad de México el 5 de marzo de 1856 a los 74 años de edad y fue inhumado en el Panteón de San Fernando, con la presencia de catedráticos, colegas y alumnos.

## Distinciones
- Mención Docto en Ciencias, 1854)
- Desarrolla la técnica de la Fotografía (30´s)